# Brenda Flores (futbolista)
Brenda Flores (Merlo, Buenos Aires, Argentina; 8 de mayo de 2005) es una futbolista argentina. Juega de mediocampista en River Plate de la Primera División Femenina de Argentina.

## Trayectoria
Desde la temporada 2020-21 integra el primer equipo de River Plate promovida desde la reserva, donde consiguió ser campeona de la Liga de Desarrollo sub-14 en Santa Fe en noviembre de 2018. En marzo de 2019 fue preseleccionada a la selección de Argentina sub-15.

## Clubes
| Club        | País      | Año           |
| ----------- | --------- | ------------- |
| River Plate | Argentina | 2021-presente |